# Sagogn
Sagogn est une commune suisse du canton des Grisons, située dans la région de Surselva.

## Géographie

Photo aérienne (1957).

Sagogn est un petit village dans la campagne grisonne qui possède un château en ruine.

## Population
La population était de 673 habitants en 2009, répartis en 300 habitations. Le village est doté d'une petite école et compte de nombreuses résidences secondaires et logements de vacances.

## Monuments
L'église catholique Mariä Himmelfahrt, les ruines du château de Schiedberg et le site archéologique Bregl da Haida sont inscrits comme biens culturels d'importance nationale.